# نایژک
نایژَک (به انگلیسی: bronchiole) قسمتی از دستگاه تنفسی بوده که بین نایژه و کیسه هوایی قرار گرفته‌است. نایژک ساختاری ارتجاعی، همبند دارد. نایژک منشعب از نایژه‌ها بوده و فاقد غضروف و غده مخاطی در دیواره‌است.
نای به دو شاخه راست و چپ تقسیم می‌شود که این شاخه‌ها نایژه (برونش) نامیده می‌شود. نایژه راست ۲/۵ سانتی‌متر طول دارد و وارد ریه راست می‌شود. نایژه چپ ۵ سانتی‌متر طول دارد و وارد ریه چپ می‌شود. نایژه‌ها در داخل ریه‌ها به شاخه‌های کوچکتری به نام نایژک (برونشیول) تقسیم می‌شوند. شش راست از ۳ قطعه (لوب) و شش چپ از ۲ قطعه (لوب) تشکیل شده‌است. نایژک‌ها در ریه‌ها به حفره‌های هوایی کوچکی به نام کیسه هوایی (یا آلوئول) ختم می‌شوند.

## التهاب نایژک
التهاب نایژک (برونشیولیت) در کودکان زیر دو سال و شیرخواران شایع تر است و یکی از شایعترین علل بستری نوزادان است. شایعترین عامل التهاب نایژک ویروسها (به خصوص ویروس سنسیشیال تنفسی) هستند ولی عواملی مانند باکتریها، قارچها و سایر علل نیز می‌تواند باعث نایژک شوند. اغلب التهاب نایژک تنها نیست بلکه با التهاب سایر بخش‌های ریه مانند پنومونی، برونشیت و... نیز همراه است لذا علائم و درمانی مشابه پنومونی دارد.

## درمان
در مواردی که عامل بیماریزا ویروس باشد درمان آنتی بیوتیکی ضرورت ندارد و فقط علائم بیماری مانند تب و خس خس سینه درمان می‌شوند. تجویز مایعات کافی، ساکشن مجاری هوایی فوقانی، دادن مایعات کافی و تجویز اکسیژن نیز گاهی لازمند.
برونکودیلاتورها، کورتیکواستروئیدها و ریباویرین توسط برخی پزشکان متخصص تجویز می‌شوند، اما شواهد اندکی برای حمایت از استفاده از این داروها وجود دارد.

## کمک ساختار هوشمند نایژک‌ها به علوم دیگر
تحقیقات انقلابی در دانشگاه استنفورد نشان داده است که ساختار نایژک‌های انسانی می‌تواند الهام‌بخش تحولی در معماری شبکه‌های عصبی مصنوعی باشد. این مطالعات که در Nature Biotechnology منتشر شده، سه یافته کلیدی دارد:
شبکه فراکتالی نایژک‌ها - مدلی برای یادگیری عمیق
هر نایژک به ۳۰-۵۰ هزار نایژک کوچکتر تقسیم می‌شود
این ساختار فراکتالی ۲۳ سطح انشعاب دارد (بیشتر از مغز انسان با ۱۰ سطح)
شبکه عصبی الهام‌گرفته از این ساختار، ۴۰٪ کارایی بیشتر در پردازش تصاویر پزشکی نشان داده است
سیستم فیلترینگ هوشمند نایژک‌ها:
سلول‌های مژه‌دار نایژک‌ها قادر به تشخیص ۹۹٫۷٪ ذرات مضر هستند
این سیستم از ۳ لایه دفاعی هوشمند برخوردار است:
لایه مخاطی (ضخامت متغیر بر اساس آلودگی)
مژک‌های هوشمند (سرعت حرکت متناسب با نوع ذره)
سیستم ایمنی تطبیقی (حافظه ایمنی برای آلرژن‌ها)
پروژه LungNet: شبیه‌سازی دیجیتال کامل نایژک‌ها
محققان MIT مدل سه‌بعدی از کل درخت نایژکی یک انسان ساخته‌اند
این مدل شامل ۱٫۲ میلیارد المان محاسباتی است.
کاربردها:
پیش‌بینی دقیق انتشار ویروس‌های تنفسی
طراحی داروهای استنشاقی هدفمند
ساخت ریه‌های مصنوعی با کارایی ۹۰٪
کشف عجیب ۲۰۲۴:
مطالعات میکروسکوپ الکترونی نشان داده نایژک‌ها حاوی نانوذرات مغناطیسی هستند که:
به میدان‌های ژئومغناطیسی زمین پاسخ می‌دهند
ممکن است در جهت‌یابی فضایی نقش داشته باشند
این یافته توضیح می‌دهد چرا بیماران پس از پروازهای طولانی دچار اختلال تنفسی می‌شوند.

## نگارخانه

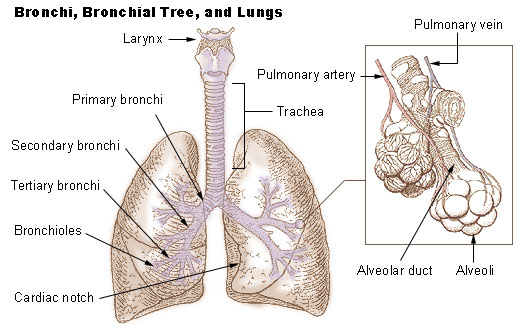
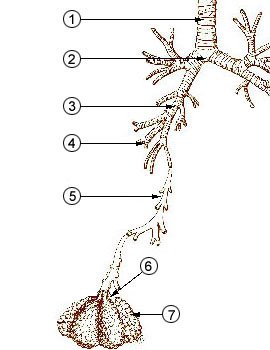